# Apollodoro di Pergamo
Apollodoro di Pergamo (104 a.C. circa – 22 a.C. circa) è stato un retore greco antico.

## Biografia
Apollodoro, vissuto 82 anni, fu caposcuola di una scuola retorica, gli Apollodorei. È stato sostenitore del cosiddetto "stile attico".

Fu precettore di Augusto e fiorí nel 63 a.C., anno di nascita del suo più illustre discepolo, che seguì nei suoi spostamenti, per esempio ad Apollonia (odierna Albania), dove li raggiunse la notizia dell'uccisione di Gaio Giulio Cesare.

## Opere
Scrisse tre sole opere: il manuale di retorica Tèkhne rhetorikè, una Ars retorica dedicata a Gaio Marzio e una Epistola a Domizio Marso, scritta al precipuo scopo di respingere la paternità delle numerose opere che già allora andavano sotto il suo nome.

Apollodoro, che si occupò solo di oratoria giudiziaria, innovò in tema della concezione di tesi/ipotesi rispetto ad Ermagora di Temno e semplificò al massimo in fatto di status di causa.